# Gazanfer Bilge
Gazanfer Bilge (Karamürsel, Cocaeli, 23 de julho de 1924 — Istambul, 20 de abril de 2008) foi um lutador de luta livre turco.

## Carreira
Foi vencedor da medalha de ouro na categoria de 57-62 kg em Londres 1948.